# Жилберто Рибеиро Гонсалвес
Жилберто Рибеиро Гонсалвес (13. септембар 1980) бивши је бразилски фудбалер.

## Каријера
Током каријере играо је за Коринтијанс Паулиста, Крузеиро, Интернасионал, Ботафого и многе друге клубове.

## Репрезентација
За репрезентацију Бразила дебитовао је 2003. године. За национални тим одиграо је 4 утакмице и постигао 1 гол.

## Статистика
| Бразил | Бразил | Бразил |
| Год.   | Ута.   | Гол.   |
| ------ | ------ | ------ |
| 2003   | 4      | 1      |
| Укупно | 4      | 1      |